# Supercoppa italiana 2001 (pallavolo maschile)
La Supercoppa italiana 2001 si è svolta il 26 settembre 2001: al torneo hanno partecipato due squadre di club italiane e la vittoria finale è andata per la terza volta, la seconda consecutiva, al Treviso.

## Regolamento
Le squadre hanno disputato una gara unica.

## Squadre partecipanti
| Squadra | Qualificazione                  | Ultima partecipazione    |
| ------- | ------------------------------- | ------------------------ |
| Lube    | Vincitrice Coppa Italia 2000-01 | Debutto                  |
| Treviso | Vincitrice Serie A1 2000-01     | Supercoppa italiana 2000 |

## Torneo
| 26 settembre 2001 PalaGiglia, Favara Durata: 1h:02 - Spettatori: 3 250 | Treviso | 3 - 0 | Lube | 28-26, 25-23, 25-22 |